# Махайка-Бърбайс
Махайка-Бърбайс (на английски: Mahaica-Berbice) е административен регион в Гвиана, Южна Америка.
Населението е 49 820 жители (по преброяване от септември 2012 г.), а общата му площ – 4190 км². Намира се в североизточната част на страната. Граничи на север с Атлантическия океан.
В западната част на района тече река Махайка.

## Населени места
Някои населени места Махайка-Бърбайс:
1. Бел Еър
2. Буш Лот
3. Вашингтон
4. Котън Трий
5. Мора Пойнт
6. Сейнт Джон
7. Фърст Савана
8. Хоуп Таун